# My iz budusjjego
My iz budusjjego (russisk: Мы из бу́дущего) er en russisk spillefilm fra 2008 af Andrej Maljukov.

## Medvirkende
- Danila Kozlovskij som Borman
- Andrej Terentjev som Spirt
- Vladimir Jaglytj som Tjerep
- Dmitrij Volkostrelov som Tjukha
- Jekaterina Klimova som Nina